# Clayton Snyder
Clayton Travis Snyder (Los Angeles, 9 settembre 1987) è un attore statunitense.
È meglio conosciuto per il suo ruolo di Ethan Craft nel telefilm Lizzie McGuire e nel film Lizzie McGuire: Da liceale a popstar con Hilary Duff, Lalaine, Adam Lamberg ed Ashlie Brillault. Si è diplomato il 21 giugno 2006 alla Los Alamitos High School a Los Alamitos, California. Attualmente frequenta la Pepperdine University dove fa parte della squadra di pallanuoto e di tennis.
Attualmente gioca nella squadra di pallanuoto Promogest Quartu Sant'Elena (serie A2).